# Vĩnh An, Vĩnh Bảo
Vĩnh An là một xã thuộc huyện Vĩnh Bảo, thành phố Hải Phòng, Việt Nam.
Xã Vĩnh An có diện tích 7,21 km², dân số năm 1999 là 6585 người, mật độ dân số đạt 913 người/km².